# Puthunagaram
Puthunagaram è una suddivisione dell'India, classificata come census town, di 16.367 abitanti, situata nel distretto di Palakkad, nello stato federato del Kerala. In base al numero di abitanti la città rientra nella classe IV (da 10.000 a 19.999 persone).

## Geografia fisica
La città è situata a 10° 40' 52 N e 76° 39' 40 E.

## Società

### Evoluzione demografica
Al censimento del 2001 la popolazione di Puthunagaram assommava a 16.367 persone, delle quali 8.131 maschi e 8.236 femmine. I bambini di età inferiore o uguale ai sei anni assommavano a 1.913, dei quali 982 maschi e 931 femmine. Infine, coloro che erano in grado di saper almeno leggere e scrivere erano 12.009, dei quali 6.474 maschi e 5.535 femmine.